# Monumento a Bernardo O'Higgins
O Monumento a Bernardo O'Higgins é um monumento em bronze com base de mármore, que representa o momento em que Bernardo O'Higgins cruza com seu cavalo sobre um inimigo derrotado das tropas realistas na Batalha de Rancagua em 1814. Está localizado na Alameda em frente ao Palácio de La Moneda, na Plaza de la Ciudadanía, na cidade de Santiago do Chile.
Obra do francês Albert-Ernest Carrier-Belleuse, foi inaugurada em 19 de maio de 1872. Seu pedestal apresenta quatro baixos-relevos que representam a vida do herói, dois deles feitos pelo escultor chileno Nicanor Plaza.

## História

### Projetos e realização
Em 1844, o Presidente Manuel Bulnes Prieto enviou ao Senado um projeto de lei propondo a repatriação dos restos mortais de Bernardo O'Higgins, morto no exílio no Peru, e a construção de um monumento em sua homenagem na capital do país. Esta iniciativa foi retomada por um artigo publicado no jornal El Ferrocarril em 1863, que recebeu apoio oficial em 1868, quando se realizaram as cerimônias de exumação e a transferência dos restos mortais desde Lima.
Paralelamente à transferência, foi formada uma comissão para a criação de um monumento, que convocou um concurso público em Paris através do Cônsul Geral do Chile na França, Francisco Fernández Rodella. Entre as diretrizes pré-estabelecidas do concurso estava a participação expressa do escultor chileno Nicanor Plaza, para sua colaboração com os relevos da estátua. O projeto vencedor foi o monumento equestre do francês Albert-Ernest Carrier-Belleuse, que teve a escultura fundida nas oficinas de Fourment, Houille & Cía. Uma vez terminada, foi despachada pelo cônsul Rodella da França em julho de 1871.

### Inauguração

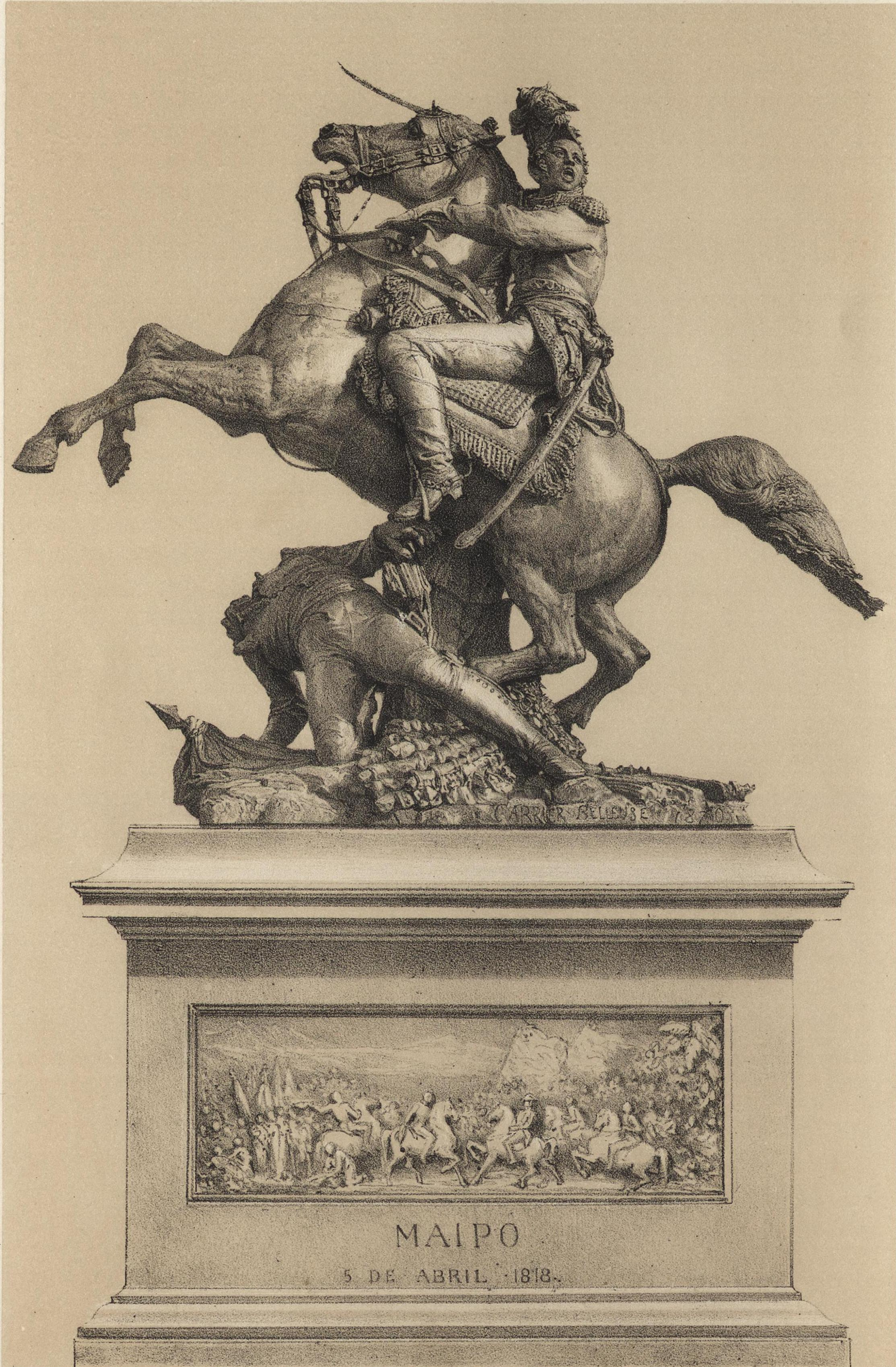
Ilustração do monumento por Recaredo Santos Tornero (1872).

A inauguração do monumento ocorreu em 19 de maio de 1872, em meio a várias cerimônias. As ruas e avenidas de Santiago amanheceram com bandeiras, e as bandas militares tocaram o Hino Nacional em frente ao quartel. Por volta das 14 horas, o Presidente Federico Errázuriz Zañartu fez sua entrada, acompanhado por seus ministros e escoltado pelo Regimento de "Cazadores", seguido por colunas de estudantes primários e secundários com bandeiras.
A inauguração do monumento, coberto por um pano tricolor, deu lugar à entonação do hino nacional e à apresentação das armas das várias guarnições. Seguiram-se discursos das autoridades presentes e desfile das Forças Armadas às 17h30. Já ao entardecer, fogos de artifício foram lançados no monumento.

### Localização

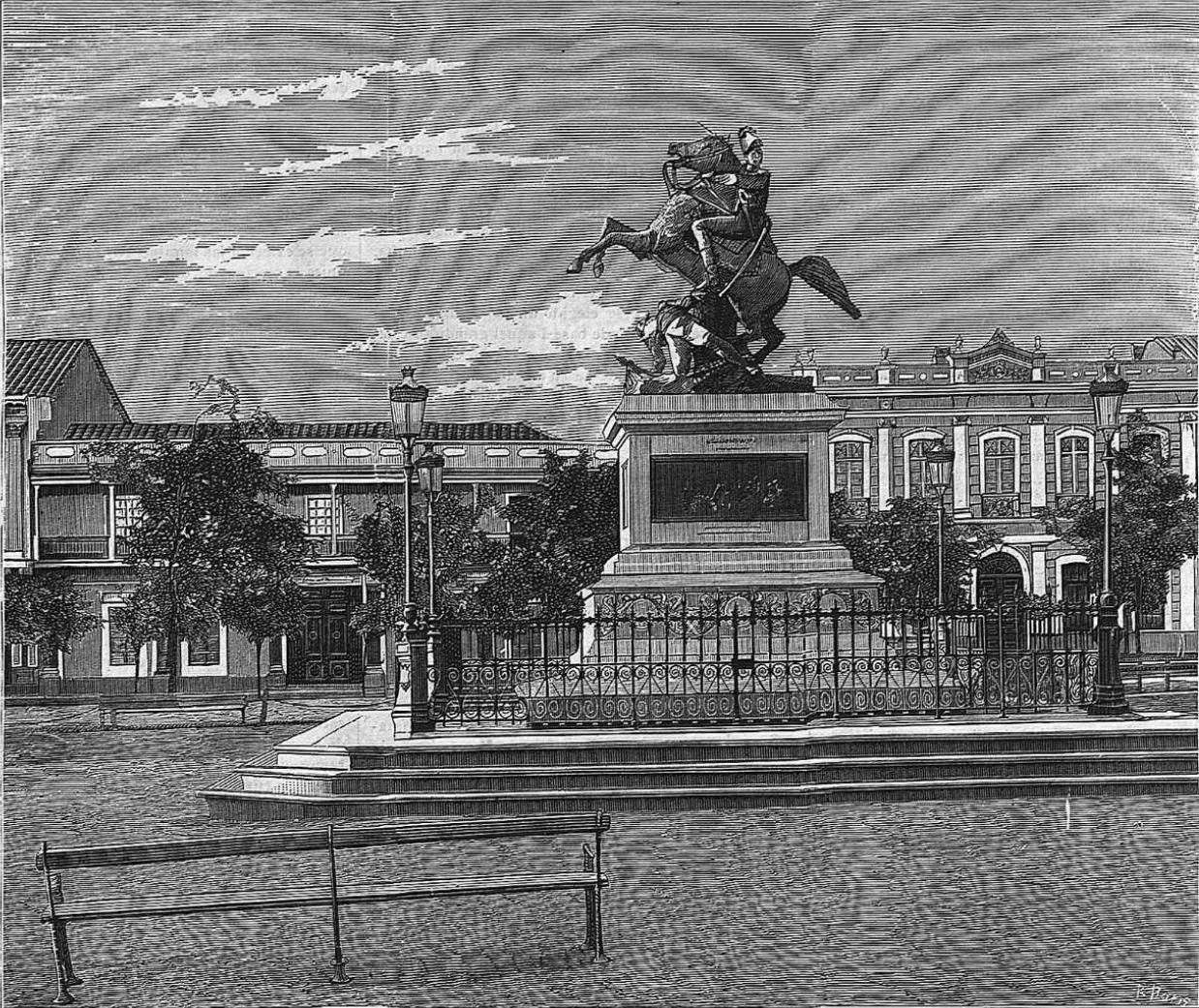
Monumento em 1879.

Quando inaugurado, o monumento foi posicionado no óvalo central da Alameda, em frente ao Palácio de La Moneda, espaço que o próprio O'Higgins desenhou quando foi feita a transformação de La Cañada em passeio público. Permaneceu neste lugar até 1978, quando se tornou parte do complexo arquitetônico do Altar da Pátria, no setor sul do Bairro Cívico. O altar, construído para abrigar os restos mortais de O'Higgins em uma cripta subterrânea, foi construído sobre a esplanada na entrada do Paseo Bulnes, que foi renomeado Praça Libertador B. O'Higgins. O complexo apresentava em sua parte mais alta, que se projetava do nível da rua, o monumento equestre, localizado atrás da ânfora de cobre que continha a Chama da Liberdade.
O monumento permaneceu no Altar da Pátria até a erradicação definitiva do complexo arquitetônico devido à construção da Plaza de la Ciudadanía, como parte das obras para comemorar o Bicentenário do Chile, que começou em 2004. A praça foi inaugurada em 2006 pelo Presidente Ricardo Lagos, e transformou o local onde o altar estava localizado em uma esplanada limpa. A estátua equestre tomou sua posição na Plaza de la Ciudadanía, no lado sul da Alameda, no setor leste da praça.
No setor oeste da praça, onde havia uma fonte desde a criação da Plaza de la Ciudadanía, o monumento a José Miguel Carrera, que estava localizado na Rua Alameda e na Rua Dieciocho, foi movido em 2010 como uma forma de reunir simbolicamente os dois heróis da independência do Chile, em vista do Bicentenário da nação.

## Descrição
O monumento de bronze, que fica sobre um pedestal de mármore, representa o momento em que Bernardo O'Higgins cavalga seu cavalo sobre um inimigo derrotado das tropas realistas na Batalha de Rancagua, em 1814. O cavaleiro veste um uniforme de general de brigada, um chapéu pontiagudo e segura o freio do cavalo, com a mão esquerda, que está apoiado em suas patas traseiras, e na mão direita sustenta sua espada no alto.
Nas laterais do pedestal há quatro baixos-relevos, contendo frases pronunciadas por O'Higgins e representando marcos na vida do herói. A Batalha de El Roble e a Abdicação de O'Higgins foram levados a cabo por Nicanor Plaza, enquanto a partida da Expedição Libertadora e o Encontro de O'Higgins e San Martín em Maipú são obras de Carrier-Belleuse.
No baixo-relevo da Batalha de El Roble, O'Higgins é mostrado ferido na perna. No caso daquele que relata a sua abdicação, tomou-se como referência uma pintura do francês Raymond Monvoisin. Por sua vez, a saída do Pelotão de Libertação mostra O'Higgins e o ministro José Ignacio Zenteno a cavalo a caminho de Santiago, com O'Higgins apontando para as velas que se afastam ao fundo. No encontro de O'Higgins com San Martín, ele mostra uma saudação de ambos os heróis no campo de batalha de Maipú.